# Zoo Tycoon
Zoo Tycoon ist eine Wirtschaftssimulation der Computerspielentwickler Blue Fang Games, die im Jahr 2001 von Microsoft Game Studios für Windows veröffentlicht wurde. Mit Dinosaur Digs und Marine Mania erschienen zwei Erweiterungen. Diese wurden zusammen mit dem Hauptspiel als Zoo Tycoon Complete Collection 2003 gebündelt veröffentlicht. Im selben Jahr erschien eine Portierung für Mac OS durch Aspyr. Mit Zoo Tycoon 2 erschien im November 2004 eine Fortsetzung. Am 4. November 2005 erschien mit Zoo Tycoon DS eine Umsetzung für Nintendo DS.

## Spielprinzip
Spielziel ist es, mit einem selbst errichteten Zoo möglichst großen Profit zu erwirtschaften bzw. den Zoo so bekannt wie möglich zu machen. Dazu müssen Wege, Gehege und verschiedene andere Einrichtungen für die Besucher gebaut und sauber gehalten sowie Tiere gekauft und Personal, beispielsweise Tierpfleger, eingestellt werden.
Je nachdem, wie viel Mühe sich der Spieler beim Errichten des Zoos und der Gehege gibt und ob genug Pflege- und Wartungspersonal eingestellt ist, steigt oder sinkt der Zufriedenheitswert der Besucher und der Tiere, wobei unzufriedene Tiere sich wiederum negativ auf die Zufriedenheit der Besucher auswirken. Für hohe Besucherzufriedenheit und gute Gehege-Gestaltung winken auch Auszeichnungen (z. B. Zoo des Jahres oder Höchste Besucherzufriedenheit).
Zum Bau des Parks steht eine Vielzahl von Objekten zur Verfügung, fast alle existieren in mehreren Ausführungen. Die Palette reicht von Feldwegen und gepflasterten Wegen über kleine und große Zäune bis hin zu verschiedenen Imbissständen, Toilettenhäuschen und Blumenkübeln. Für die Gehege gibt es verschiedene Bodentypen wie Sand, Gras, Erde oder Stein, eine große Anzahl Bäume von jedem Ort der Erde und ebenso viele Tiere, sowohl bekanntere wie Elefanten, Giraffen und Löwen als auch einige weniger bekannte Arten.
Mit den beiden Erweiterungen Dinosaur Digs, Marine Mania oder der Spielesammlung ZT Complete Collection kommen schließlich noch Dinosaurier, Fische, Meeressäuger und diverse andere neue Tierarten mit entsprechenden Objekten wie größeren (unter Spannung gesetzten) Zäunen und Aquarien hinzu. Bei Marine Mania können außerdem Vorführungen mit den Tieren gezeigt werden. Des Weiteren kann man sich die offiziellen Bonus-Objekte und Tiere von Microsoft und den diversen Fanpages herunterladen, wie z. B. Asiatischer Elefant, Rappenantilope, Puma und Lama.

## Rezeption
Die Idee einen Zoo zu bauen sei unverbraucht. Die Szenarien seien abwechslungsreich, der Endlosmodus entspannend. Trotz wirtschaftlicher Aspekte erlaube das Spiel ausreichend kreativen Spielraum. Zahlreiche kleine Fehler und Designschwächen seien jedoch störend. Zudem sei das Spiel technisch unspektakulär. Es erinnere stark an RollerCoaster Tycoon erreiche aber nicht dessen Klasse. Schon nach wenigen Spielstunden verlöre es deutlich an Reiz. Sobald alle Gehege aufgebaut sind, wird der Spieler nur noch mit Zaunreparatur, Bodenpflege und Tierverkäufen beschäftigt. Beim Hereinzoomen zeige sich sehr grobe Pixelgrafik. Szenarien können erst nach Ablauf der Zeit, obwohl bereits alle Ziele erfüllt sind beendet werden. Es richte sich eher an Gelegenheitsspieler und vermittle Wissen über Tierhaltung.
Zoo Tycoon verkaufte sich im ersten Jahr über eine Million Mal. Der Verband der Unterhaltungssoftware Deutschland verlieh seinen Verkaufspreis in Gold für über 100.000 abgesetzte Kopien im deutschsprachigen Raum.
Das Addon Dinosaur Digs böte vom Gameplay keine nennenswerten Neuerungen. Der Umfang sei gerade noch in Ordnung. Es richte sich an jüngere Spieler. Die Erweiterung Marine Mania hebe sich deutlich vom Hauptprogramm ab, da die Gehege völlig neu seien. Der Umfang rechtfertige jedoch nicht den Preis.

### Auszeichnungen
- Interactive Achievement Awards 2004: Computer Family Game of the Year[10]